# Peci, Borzna
Peci (în ucraineană Печі) este localitatea de reședință a comunei Peci din raionul Borzna, regiunea Cernihiv, Ucraina.

## Demografie
Componența lingvistică a localității Peci
     Ucraineană (99,65%)
     Alte limbi (0,34%)
Conform recensământului din 2001, majoritatea populației localității Peci era vorbitoare de ucraineană (99,65%), existând în minoritate și vorbitori de alte limbi.